# Список найвищих будівель Індії
Список найвищих будівель Індії включає висотні будівлі висотою понад 140 метрів. Під будівлями тут розуміються наземні будівельні споруди з приміщеннями для проживання та (або) діяльності людей, розміщення виробництва, зберігання продукції або утримання тварин. Щогли, труби та інші технічні споруди, не призначені для проживання та (або) діяльності людей, або призначені частково (експлуатуються поверхи займають менше 50 % будівельного об'єму споруди), не вважаються будівлями.

## Побудовані і будівлі, що будуються
В таблицю включаються побудовані і будівлі, що будуються, якщо вони досягли своєї максимальної висоти за проектом. Жовтим кольором у таблиці виділено ще не здані в експлуатацію будівлі. Знак рівності (=) після номера будівлі в рейтингу свідчить про те, що аналогічну висоту має ще як мінімум одна будівля.
| Місце | Назва будови           | Фото | Місто  | Висота, м | Поверховість | Рік будівництва | Виноски |
| ----- | ---------------------- | ---- | ------ | --------- | ------------ | --------------- | ------- |
| 1=    | «Імперіал I»           |      | Мумбаї | 249       | 60           | 2010            |         |
| 1=    | «Імперіал II»          |      | Мумбаї | 249       | 60           | 2010            |         |
| 3     | «Lodha Bellissimo»     |      | Мумбаї | 197       | 48           | 2011            |         |
| 4     | «Башня Ашок D»         |      | Мумбаї | 193       | 49           | 2010            |         |
| 5     | «Планет Годрей»        |      | Мумбаї | 181       | 51           | 2009            |         |
| 6     | Резиденція «Антилія»   |      | Мумбаї | 173       | 27           | 2010            |         |
| 7     | «Vasant Grandeur»      |      | Мумбаї | 172       | 38           | 2010            |         |
| 8=    | Oberoi Woods Tower I   |      | Мумбаї | 170       | 40           | 2009            | [ 2 ]   |
| 8=    | Oberoi Woods Tower II  |      | Мумбаї | 170       | 40           | 2009            |         |
| 8=    | Oberoi Woods Tower III |      | Мумбаї | 170       | 40           | 2009            |         |
| 11    | «Марафон Футурекс»     |      | Мумбаї | 165       | 38           | 2011            |         |
| 12=   | «Центральний Парк»     |      | Мумбаї | 158       | 42           | 2008            |         |
| 12=   | «RNA Міраж»            |      | Мумбаї | 158       | 41           | 2010            |         |
| 14    | «MVRDC»                |      | Мумбаї | 156       | 35           | 1970            |         |
| 15    | «Шрипаті Аркад»        |      | Мумбаї | 153       | 45           | 2002            |         |
| 16    | «Васант Поляріс»       |      | Мумбаї | 151       | 40           | 2009            |         |
| 17    | «Oberoi Skyheights 1»  |      | Мумбаї | 150       | 37           | 2009            |         |
| 18    | «Belvedere Court»      |      | Мумбаї | 149       | 40           | 2000            |         |
| 19    | «Чотири сезони Бомбею» |      | Мумбаї | 146       | 35           | 2006            |         |
| 20    | «Вершина Кальпатру»    |      | Мумбаї | 144       | 39           | 2000            |         |

## Будівлі, що знаходяться в процесі будівництва
| Місце | Назва будови              | Місто  | Висота, м | Поверховість | Очікуваний рік побудови | Виноски |
| ----- | ------------------------- | ------ | --------- | ------------ | ----------------------- | ------- |
| 1     | «Вежа Індія»              | Мумбаї | 720       | 126          | 2016                    |         |
| 2=    | «Крона Орхідеї A»         | Мумбаї | 337       | 75           | 2014                    |         |
| 2=    | «Крона Орхідеї B»         | Мумбаї | 337       | 75           | 2014                    |         |
| 2=    | «Крона Орхідеї C»         | Мумбаї | 337       | 75           | 2014                    |         |
| 5     | «Палас Ройял»             | Мумбаї | 295       | 88           | 2013                    |         |
| 6     | «Вежі Агуйя»              | Мумбаї | 248       | 55           | 2012                    |         |
| 7     | «Indiabulls Sky Suites»   | Мумбаї | 247       | 75           | 2013                    |         |
| 8     | «Indiabulls Sky»          | Мумбаї | 228       | 65           | 2013                    |         |
| 9     | «Orchid Enclave»          | Мумбаї | 210       | 52           | 2011                    |         |
| 10    | «Kohinoor Square»         | Мумбаї | 203       | 50           | н/д                     |         |
| 11=   | «Orchid Woods 1»          | Мумбаї | 198       | 53           | 2011                    |         |
| 11=   | «Orchid Woods 2»          | Мумбаї | 198       | 53           | 2011                    |         |
| 11=   | «Orchid Woods 3»          | Мумбаї | 198       | 53           | 2011                    |         |
| 14    | «Worli Residential Tower» | Мумбаї | 180       | н/д          | 2009                    |         |
| 15=   | «Shreepati Castle»        | Мумбаї | 172       | 49           | 2011                    |         |
| 15=   | «Vasant Splendour»        | Мумбаї | 172       | 41           | н/д                     |         |

## Використана література та джерела
1. ↑  СНиП 10-01-94. Архів оригіналу за 23 квітня 2012. Процитовано 22 июля 2010.
2. ↑  Oberoi Woods. emporis.com. 15 червня 2009. Архів оригіналу за 31 липня 2012. Процитовано 23 серпня 2010.